# Mohammed Mahjub Harun
 Mohammed Mahjub Harun ist ein zeitgenössischer sudanesischer Politologe, Journalist und eine Persönlichkeit des Islam. Er lehrt als Professor an der Universität Khartum.
Er ist ein Mitglied des sudanesischen Instituts für strategische Studien. Die US-Sanktionen gegen den Sudan tat er als politisch ab und äußerte sich dazu, diese Art von Sanktionen zu minimieren:

„Ich bin sicher, dass die (von Washington) ins Visier genommenen Unternehmen seit langem Alternativen entwickelt haben.“

Er war einer der Unterzeichner der Botschaft aus Amman (2004).

## Publikationen (Auswahl)
- Harun, Muhammad Mahjub. 1995. “al-Mashrūʿ al-islāmī al-sūdānī, 1989–1992” (The Sudanese Islamic Project, 1989–1992), in: al-Mashrūʿ al-islāmī al-sūdānī: qiraʾāt fī-l-fikr wa-l-mumārasa. (The Sudanese Islamic Project: Readings in Its Philosophy and Practice)